# Constantine Phaulkon
Constantine Phaulkon, nascut Κωσταντής Γεράκης o Costantin Gerachi[1] (en grec: Κωνσταντῖνος Γεράκης, Konstantinos Gerakis; "γεράκι", en grec vol dir "falcó") també conegut pels francesos simplement com Monsieur Constance, o el noble títol tailandès เจ้าพระยาวิชาเยนทร์ (Chaophraya Wichayen) i en portugués Constantino Falcão (1647 – 5 de juny de 1688) fou un aventurer grec que va arribar a ser primer conseller del rei Narai del regne d'Ayutthaya. Phaulkon és un personatge molt controvertit en la història tailandesa. assuming the title Chaophraya Wichayen.:59,64
Nascut a Cefalònia (Grècia), Phaulkon va arribar a Ayutthaya l'any 1675 a bord d'un vaixell comercial anglès. Durant la seva estada a Londres, havia canviat el seu cognom “Gerakis” (grec) per “Phaulkon” (anglès) (tots dos signifiquen falcó). Gràcies a la seva facilitat per als idiomes (a més del grec, la seva llengua materna, parlava anglès, francès, portuguès, malai i tailandès), va aprendre tailandès ràpidament i va començar a treballar en la cort del rei Narai com a traductor. Gràcies a les seves connexions amb la Companyia Britànica de les Índies Orientals, va ascendir ràpidament al lloc de conseller del rei.
El seu ascens va crear certs rancors entre els tailandesos de la cort. Quan el rei Narai va caure molt malalt, va córrer el rumor que Phaulkon volia utilitzar al successor designat al tron de Tailàndia, Phra Pui, per controlar el poder. En un cop d'estat iniciat per Phetracha; Phaulkon, els que el van recolzar i Phra Pui van ser arrestats i executats el 5 de juny de 1688 a Lopburi. Després de la mort del rei Narai, Phetracha va passar a ser el nou rei d'Ayutthaya i va començar un règim de xenofòbia.